# دانشکده پلیس: مأموریت مسکو
دانشکده پلیس: مأموریت مسکو (انگلیسی: Police Academy: Mission to Moscow) یک فیلم کمدی به کارگردانی «الن متر» است که در سال ۱۹۹۴ منتشر شد. تصویربرداری این فیلم در پائیز ۱۹۹۳ در روسیه آغاز شد.

## بازیگران

### افسران مأمور در روسیه
- مایکل وینسلو
- دیوید گراف
- لزلی ایستربروک
- جرج گینز
- جرج ویلیام بیلی
- چارلی اشلتر

### روس‌ها
- کریستوفر لی
- ران پرلمن
- کلر فورلانی
- گرگ برگر
- ماریا ویناگرادوا
- الکساندر اسکُرخود